# 靖縣紐沖戰鬥
靖縣紐沖戰鬥開始於1934年9月12日，地點則是在中國湖南靖縣。是國共內戰前期主要戰鬥之一。紅軍偷襲政府，國民革命軍反擊。
該戰鬥交戰一方為中華民國國民革命軍，另一方則為中國共產黨所領導之中國工農紅軍。